# Мис Стоун
Мис Стоун је југословенски филм први пут приказан 23. јуна 1958. године. Режирао га је Живорад Жика Митровић а сценарио су написали Ђорђе Абаџијев, Марион Мичел и Трајче Попов.

## Улоге
| Глумац             | Улога                               |
| ------------------ | ----------------------------------- |
| Олга Спиридоновић  | Елен Стоун (као Олга Спиридоновикј) |
| Илија Милчин       | Јане Сандански                      |
| Марија Точиноски   | Цилка                               |
| Драган Оцокољић    | Крсте (као Драган Оцокољикј)        |
| Илија Џувалековски | Чернопеев                           |
| Петре Прличко      | Мандана                             |
| Виктор Старчић     | Др. Хаус (као Виктор Старчикј)      |
| Божидар Дрнић      | (као Божидар Дрникј)                |
| Димитар Костаров   |                                     |
| Владимир Медар     |                                     |
| Драги Костовски    |                                     |
| Дарко Дамевски     |                                     |
| Тодор Николовски   |                                     |
| Никола Автовски    | Коџобашијата                        |
| Вукан Диневски     | (као Вукан Диневски)                |
| Стојка Цекова      |                                     |

Остале улоге  ▼
| Глумац              | Улога                      |
| ------------------- | -------------------------- |
| Нада Ризнић         | (као Нада Ризникј)         |
| Благоја Кочевски    |                            |
| Ацо Стефановски     |                            |
| Петар Вељановски    |                            |
| Предраг Дишљенковић | (као Предраг Дишљенковикј) |
| Методи Зенделски    |                            |
| Панта Николић       |                            |
| Панче Камџик        |                            |
| Ацо Алексов         |                            |
| Панче Грнчаров      |                            |
| Димче Стефановски   |                            |
| Ристо Стефановски   |                            |
| Димче Гечевски      |                            |
| Жарко Којчев        |                            |

Комплетна филмска екипа  ▼
| Редитељ                   | Живорад Жика Митровић   |                                             |
| Сценариста                | Ђорђе Абаџијев          | (писац)                                     |
| Сценариста                | Марион Мичел            | (писац)                                     |
| Сценариста                | Трајце Попов            | (писац)                                     |
| Композитор                | Иван Рупник             |                                             |
| Директор фотографије      | Миленко Стојановић      |                                             |
| Mонтажер                  | Војислав Бјењаш         |                                             |
| Сценограф                 | Василије Поповић        | (као Василие Поповикј—Цицо)                 |
| Уметнички директор        | Властимир Гаврик        |                                             |
| Уметнички директор        | Никола Лазаревски       |                                             |
| Уметнички директор        | Диме Сумка              |                                             |
| Костимограф               | Милица Бабић Андрић     | (као Милица Бабић—Јовановић)                |
| Одсек за шминку           | Ивица Бенчић            | шминкер                                     |
| Одсек за шминку           | Иван Лалић              | шминкер                                     |
| Менаџер продукције        | Јово Камберски          | директор филма                              |
| Менаџер продукције        | Димче Марковски         | вођа снимања (као Д. Марковски)             |
| Менаџер продукције        | Божидар Митровић        | вођа снимања (као Б. Митровић)              |
| Менаџер продукције        | Живко Султански         | помоћник директора филма (као Ж. Султански) |
| Помоћник режије           | Стојан Ћулибрк          | помоћник редитеља                           |
| Помоћник режије           | Трајче Попов            | помоћник редитеља                           |
| Помоћник режије           | Миомир Мики Стаменковић | помоћник редитеља                           |
| Одсек за звук             | Драгољуб Гојковић       | тонски сарадник                             |
| Специјални ефекти         | Душан Живковић          | пиротехничар (као Д. Живковић)              |
| Одсек за камеру и расвету | Јосип Керекеш           | вођа расвете (као Ј. Керекеш)               |
| Одсек за камеру и расвету | Радош Лужанин           | пратилац камере                             |
| Одсек за камеру и расвету | Душан Недељковић        | пратилац камере                             |
| Одсек за камеру и расвету | Љубе Петковски          | сниматељ                                    |
| Одсек за камеру и расвету | Миодраг Томовић         | вођа расвете (као М. Томовић)               |
| Одсек за камеру и расвету | Васе Василевски         | пратилац камере                             |
| Одсек за костим           | Борка Субарановић       |                                             |
| Одсек за монтажу          | Драги Панков            | асистент монтажера (као Д. Панков)          |
| Одсек за монтажу          | Едмонд Рицхард          | консултант за боју                          |
| Одсек за монтажу          | Предраг Стајић          | консултант за боју                          |
| Музички одсек             | Оскар Данон             | диригент                                    |
| Остала екипа              | Марион Мичел            | писац дијалога на енглеском                 |
| Остала екипа              | Сава Миљановић          | војни консултант (као Пук. Сава Миљановић)  |